# Parlamentswahl in Rumänien 2024
Die Parlamentswahl in Rumänien 2024 fand am 1. Dezember 2024, dem rumänischen Nationalfeiertag, statt. Gewählt wurden die Mitglieder der Abgeordnetenkammer und des Senats.

## Wahlsystem
Sowohl die Wahl für die Abgeordnetenkammer als auch den Senat fanden in 43 Wahlkreisen statt. Diese waren durch die 41 Kreise vorgegeben zuzüglich der Hauptstadtregion und einem Wahlkreis für die Auslandsrumänen. Jeder Wahlkreis bestimmte eine im Vorfeld festgesetzte Zahl an Mandaten, die sich an der Einwohnerzahl misst (ein Sitz in der Abgeordnetenkammer pro 73.000 Einwohnern; ein Senator pro 168.000 Einwohnern), mindestens jedoch zwei Senatoren und vier Sitzen in der Abgeordnetenkammer entspricht. Die Sitzverteilung erfolgte auf der Ebene der Wahlkreise gemäß einer Verhältniswahl. Ein landesweiter Ausgleich fand nicht statt.
Wahlberechtigt waren alle rumänischen Staatsbürger, die das 18. Lebensjahr vollendet haben.

## Ausgangslage
Die PSD verlor bei der Wahl 2020 fast 16 Prozentpunkte und bekam nur 29 % der Stimmen. Zugewinne konnten PNL und USR verzeichnen. PMP und PRO verpassten auf Grund leichter Verluste den Wiedereinzug in das Parlament.
Nach der Wahl schlossen PNL, USR-PLUS und UDMR eine Regierungskoalition. Das Parlament wählte am 23. Dezember 2020 den bisherigen Finanzminister Florin Cîțu zum Ministerpräsidenten. Seinem Kabinett gehörten acht Minister der PNL, sechs der USR-PLUS und drei der UDMR an.
Die Regierung zerbrach jedoch bereits im September 2021. Nach einer mehrmonatigen Regierungskrise bildeten die beiden größten Parteien schließlich im November 2021 gemeinsam mit der UDMR eine „nationale Koalition“ (CNR; Coaliția Națională pentru România). Der bisherige Verteidigungsminister Nicolae Ciucă (PNL) wurde als neuer Regierungschef vereidigt. Allerdings sah der Koalitionsvertrag die Übergabe des Amtes nach eineinhalb Jahren an einen Vertreter der PSD vor, so dass Marcel Ciolacu (PSD) im Juni 2023 das Amt übernahm.
Eine Woche vor der Parlamentswahl fand der erste Wahlgang der Präsidentschaftswahl statt. Bei dieser hatte der als rechtsextrem und prorussisch geltende Kandidat Călin Georgescu überraschend die meisten Stimmen erhalten und zog damit in die Stichwahl ein, die kurz nach der Parlamentswahl stattfinden soll. Die Kandidaten der beiden Regierungsparteien, Marcel Ciolacu (PSD) und Nicolae Ciucă (PNL), kamen nicht in die Stichwahl und kündigten jeweils ihren Rücktritt vom Parteivorsitz an.

## Umfragen

### Letzte Umfragen
(Quelle: Rumänien: Aktuelle Wahltrends & Sonntagsfragen, bei politpro.eu.)
| Institut            | Datum      | PSD    | PNL    | USR    | AUR    | UDMR  | PMP   | PRO   | PUSL  | PER   | SOS   | FD    | REPER | Sonst. |
| ------------------- | ---------- | ------ | ------ | ------ | ------ | ----- | ----- | ----- | ----- | ----- | ----- | ----- | ----- | ------ |
| Atlas Intel         | 28.11.2024 | 21,4 % | 13,4 % | 17,5 % | 22,4 % | 5,5 % | —     | —     | —     | —     | 4,6 % | 2,5 % | 1,5 % | 11,2 % |
| Argument            | 22.11.2024 | 37,5 % | 17,1 % | 15,7 % | 20,1 % | 2,4 % | —     | —     | —     | —     | 5,1 % | 2,1 % | —     | —      |
| INSCOP              | 12.11.2024 | 31,1 % | 16,2 % | 12,7 % | 20,7 % | 4,5 % | —     | —     | —     | 1,2 % | 5,9 % | 1,1 % | 2,6 % | 4 %    |
| CURS                | 27.08.2024 | 33 %   | 23 %   | 11 %   | 14 %   | 5 %   | 4 %   | —     | —     | —     | 5 %   | —     | —     | 5 %    |
| INSCOP              | 27.06.2024 | 29,4 % | 18,9 % | 12,2 % | 14,7 % | 4,6 % | —     | 1,1 % | 1,5 % | 2,2 % | 6,1 % | —     | 3,6 % | 5,7 %  |
| Parlamentswahl 2020 | 06.12.2020 | 28,9 % | 25,2 % | 15,4 % | 9,1 %  | 5,7 % | 4,8 % | 4,1 % | 1,2 % | 1,1 % | —     | —     | —     | 4,5 %  |

### Ältere Umfragen
| \| Institut \| Datum \| PSD \| PNL \| USR \| AUR \| UDMR \| PMP \| PRO \| PUSL \| PER \| ApP \| FD \| REPER \| Sonst. \| \| ------------------- \| ---------- \| ------ \| ------ \| ------ \| ------ \| ----- \| ----- \| ----- \| ----- \| ----- \| --- \| ----- \| ----- \| ------- \| \| Mercury Research \| 06.11.2023 \| 29 % \| 17 % \| 15 % \| 20 % \| 4 % \| 3 % \| — \| — \| — \| — \| 2 % \| 1 % \| 9 % \| \| Atlas Intel \| 29.10.2023 \| 20,9 % \| 12,6 % \| 17,3 % \| 15,7 % \| 5,8 % \| 8,0 % \| 1,1 % \| 0,2 % \| — \| — \| 4,4 % \| 3,7 % \| 10,3 % \| \| LARICS \| 25.09.2023 \| 32,0 % \| 23,9 % \| 14,7 % \| 14,2 % \| 2,9 % \| 4,0 % \| \| 0,9 % \| \| \| \| \| 7,4 % \| \| Sociopol \| 19.09.2023 \| 29 % \| 15 % \| 15 % \| 23 % \| 5 % \| 3 % \| 2 % \| — \| 3 % \| — \| 1 % \| — \| 4 % \| \| CURS \| 20.07.2023 \| 31 % \| 18 % \| 12 % \| 20 % \| 4 % \| 4 % \| 2 % \| 4 % \| — \| — \| — \| — \| 5 % \| \| INSCOP \| 05.07.2023 \| 28,7 % \| 18,0 % \| 12,7 % \| 20,1 % \| — \| — \| — \| — \| — \| — \| — \| — \| 20,5 % \| \| Geeks for Democracy \| 20.06.2023 \| 31,0 % \| 19,0 % \| 11,0 % \| 18,0 % \| 5,0 % \| — \| — \| — \| — \| — \| — \| — \| 16,0 % \| \| The Center \| 11.06.2023 \| 28 % \| 18 % \| 13 % \| 22 % \| 6 % \| 3 % \| 2 % \| — \| — \| — \| 2 % \| — \| 6 % \| \| CURS \| 27.05.2023 \| 31 % \| 20 % \| 11 % \| 17 % \| 5 % \| 5 % \| — \| 4 % \| — \| — \| — \| — \| 7 % \| \| CURS \| 17.05.2023 \| 32 % \| 20 % \| 10 % \| 17 % \| 5 % \| 5 % \| — \| 3 % \| — \| — \| — \| — \| 8 % \| \| CURS \| 20.03.2023 \| 33 % \| 21 % \| 9 % \| 16 % \| 5 % \| 5 % \| — \| 4 % \| — \| — \| — \| — \| 7 % \| \| INSCOP \| 19.02.2023 \| 31,7 % \| 22,3 % \| 11,2 % \| 18,2 % \| 4,6 % \| 2,9 % \| 2,4 % \| — \| — \| — \| — \| — \| 6,7 % a \| \| Atlas Intel \| 30.01.2023 \| 24,8 % \| 17,2 % \| 12,4 % \| 17,9 % \| 6,4 % \| 5,9 % \| 4,0 % \| — \| — \| — \| 2,9 % \| 1,9 % \| 6,6 % b \| \| CURS \| 20.01.2023 \| 36 % \| 22 % \| 8 % \| 14 % \| 5 % \| 4 % \| — \| 4 % \| — \| — \| 2 % \| — \| 5 % c \| \| INSCOP \| 21.12.2022 \| 31,5 % \| 20,2 % \| 10,9 % \| 18,1 % \| — \| — \| — \| — \| — \| — \| — \| — \| 19,3 % \| \| CURS \| 22.11.2022 \| 34 % \| 24 % \| 9 % \| 12 % \| 5 % \| 4 % \| — \| 4 % \| — \| — \| — \| — \| 8 % \| \| Sociopol \| 25.10.2022 \| 36% \| 19 % \| 11 % \| 14 % \| 4 % \| 2 % \| 2 % \| — \| 3 % \| — \| 1 % \| 4 % \| 4 % \| \| CURS \| 26.09.2022 \| 35 % \| 22 % \| 8 % \| 15 % \| 6 % \| 4 % \| — \| 4 % \| 2 % \| — \| — \| — \| 4 % \| \| Avangarde \| 03.08.2022 \| 37 % \| 23 % \| 9 % \| 11 % \| 5 % \| 4 % \| 1 % \| 3 % \| — \| 2 % \| 2 % \| 1 % \| 2 % \| \| CURS \| 26.07.2022 \| 37 % \| 24 % \| 7 % \| 12 % \| 5 % \| 4 % \| 2 % \| 4 % \| — \| 2 % \| 2 % \| — \| 1 % \| \| Avangarde \| 11.07.2022 \| 35 % \| 20 % \| 9 % \| 12 % \| 5 % \| 5 % \| 2 % \| 4 % \| — \| 2 % \| 2 % \| 2 % \| 2 % \| \| CURS \| 30.05.2022 \| 35 % \| 23 % \| 9 % \| 10 % \| 5 % \| 6 % \| — \| 4 % \| 2 % \| — \| — \| — \| 6 % \| \| Avangarde \| 23.04.2022 \| 36 % \| 19 % \| 11 % \| 14 % \| 5 % \| — \| — \| — \| — \| — \| — \| — \| 15 % \| \| CURS \| 16.04.2022 \| 35 % \| 23 % \| 11 % \| 12 % \| 5 % \| 5 % \| 3 % \| 2 % \| — \| — \| — \| — \| 4 % \| \| Avangarde \| 01.04.2022 \| 35 % \| 16 % \| 12 % \| 15 % \| — \| — \| — \| — \| — \| — \| — \| — \| 22 % \| \| CURS \| 13.03.2022 \| 36 % \| 20 % \| 8 % \| 14 % \| 5 % \| 4 % \| 2 % \| 4 % \| 2 % \| — \| — \| — \| 5 % \| \| INSCOP \| 09.03.2022 \| 32,0 % \| 19,9 % \| 10,8 % \| 18,9 % \| — \| — \| — \| — \| — \| — \| — \| — \| 18,4 % \| \| CURS \| 04.02.2022 \| 35 % \| 17 % \| 10 % \| 16 % \| 5 % \| 4 % \| 2 % \| 4 % \| — \| — \| — \| — \| 7 % \| \| Parlamentswahl 2020 \| 06.12.2020 \| 28,9 % \| 25,2 % \| 15,4 % \| 9,1 % \| 5,7 % \| 4,8 % \| 4,1 % \| 1,2 % \| 1,1 % \| — \| — \| — \| 4,5 % \| a Davon SOS: 1,5 % b Davon SOS: 1,3 %; PNȚCD: 0,6 % c Davon ALDE: 2 % |            |        |        |        |        |       |       |       |       |       |     |       |       |         |
| Institut | Datum      | PSD    | PNL    | USR    | AUR    | UDMR  | PMP   | PRO   | PUSL  | PER   | ApP | FD    | REPER | Sonst.  |
| Mercury Research | 06.11.2023 | 29 %   | 17 %   | 15 %   | 20 %   | 4 %   | 3 %   | —     | —     | —     | —   | 2 %   | 1 %   | 9 %     |
| Atlas Intel | 29.10.2023 | 20,9 % | 12,6 % | 17,3 % | 15,7 % | 5,8 % | 8,0 % | 1,1 % | 0,2 % | —     | —   | 4,4 % | 3,7 % | 10,3 %  |
| LARICS | 25.09.2023 | 32,0 % | 23,9 % | 14,7 % | 14,2 % | 2,9 % | 4,0 % |       | 0,9 % |       |     |       |       | 7,4 %   |
| Sociopol | 19.09.2023 | 29 %   | 15 %   | 15 %   | 23 %   | 5 %   | 3 %   | 2 %   | —     | 3 %   | —   | 1 %   | —     | 4 %     |
| CURS | 20.07.2023 | 31 %   | 18 %   | 12 %   | 20 %   | 4 %   | 4 %   | 2 %   | 4 %   | —     | —   | —     | —     | 5 %     |
| INSCOP | 05.07.2023 | 28,7 % | 18,0 % | 12,7 % | 20,1 % | —     | —     | —     | —     | —     | —   | —     | —     | 20,5 %  |
| Geeks for Democracy | 20.06.2023 | 31,0 % | 19,0 % | 11,0 % | 18,0 % | 5,0 % | —     | —     | —     | —     | —   | —     | —     | 16,0 %  |
| The Center | 11.06.2023 | 28 %   | 18 %   | 13 %   | 22 %   | 6 %   | 3 %   | 2 %   | —     | —     | —   | 2 %   | —     | 6 %     |
| CURS | 27.05.2023 | 31 %   | 20 %   | 11 %   | 17 %   | 5 %   | 5 %   | —     | 4 %   | —     | —   | —     | —     | 7 %     |
| CURS | 17.05.2023 | 32 %   | 20 %   | 10 %   | 17 %   | 5 %   | 5 %   | —     | 3 %   | —     | —   | —     | —     | 8 %     |
| CURS | 20.03.2023 | 33 %   | 21 %   | 9 %    | 16 %   | 5 %   | 5 %   | —     | 4 %   | —     | —   | —     | —     | 7 %     |
| INSCOP | 19.02.2023 | 31,7 % | 22,3 % | 11,2 % | 18,2 % | 4,6 % | 2,9 % | 2,4 % | —     | —     | —   | —     | —     | 6,7 % a |
| Atlas Intel | 30.01.2023 | 24,8 % | 17,2 % | 12,4 % | 17,9 % | 6,4 % | 5,9 % | 4,0 % | —     | —     | —   | 2,9 % | 1,9 % | 6,6 % b |
| CURS | 20.01.2023 | 36 %   | 22 %   | 8 %    | 14 %   | 5 %   | 4 %   | —     | 4 %   | —     | —   | 2 %   | —     | 5 % c   |
| INSCOP | 21.12.2022 | 31,5 % | 20,2 % | 10,9 % | 18,1 % | —     | —     | —     | —     | —     | —   | —     | —     | 19,3 %  |
| CURS | 22.11.2022 | 34 %   | 24 %   | 9 %    | 12 %   | 5 %   | 4 %   | —     | 4 %   | —     | —   | —     | —     | 8 %     |
| Sociopol | 25.10.2022 | 36%    | 19 %   | 11 %   | 14 %   | 4 %   | 2 %   | 2 %   | —     | 3 %   | —   | 1 %   | 4 %   | 4 %     |
| CURS | 26.09.2022 | 35 %   | 22 %   | 8 %    | 15 %   | 6 %   | 4 %   | —     | 4 %   | 2 %   | —   | —     | —     | 4 %     |
| Avangarde | 03.08.2022 | 37 %   | 23 %   | 9 %    | 11 %   | 5 %   | 4 %   | 1 %   | 3 %   | —     | 2 % | 2 %   | 1 %   | 2 %     |
| CURS | 26.07.2022 | 37 %   | 24 %   | 7 %    | 12 %   | 5 %   | 4 %   | 2 %   | 4 %   | —     | 2 % | 2 %   | —     | 1 %     |
| Avangarde | 11.07.2022 | 35 %   | 20 %   | 9 %    | 12 %   | 5 %   | 5 %   | 2 %   | 4 %   | —     | 2 % | 2 %   | 2 %   | 2 %     |
| CURS | 30.05.2022 | 35 %   | 23 %   | 9 %    | 10 %   | 5 %   | 6 %   | —     | 4 %   | 2 %   | —   | —     | —     | 6 %     |
| Avangarde | 23.04.2022 | 36 %   | 19 %   | 11 %   | 14 %   | 5 %   | —     | —     | —     | —     | —   | —     | —     | 15 %    |
| CURS | 16.04.2022 | 35 %   | 23 %   | 11 %   | 12 %   | 5 %   | 5 %   | 3 %   | 2 %   | —     | —   | —     | —     | 4 %     |
| Avangarde | 01.04.2022 | 35 %   | 16 %   | 12 %   | 15 %   | —     | —     | —     | —     | —     | —   | —     | —     | 22 %    |
| CURS | 13.03.2022 | 36 %   | 20 %   | 8 %    | 14 %   | 5 %   | 4 %   | 2 %   | 4 %   | 2 %   | —   | —     | —     | 5 %     |
| INSCOP | 09.03.2022 | 32,0 % | 19,9 % | 10,8 % | 18,9 % | —     | —     | —     | —     | —     | —   | —     | —     | 18,4 %  |
| CURS | 04.02.2022 | 35 %   | 17 %   | 10 %   | 16 %   | 5 %   | 4 %   | 2 %   | 4 %   | —     | —   | —     | —     | 7 %     |
| Parlamentswahl 2020 | 06.12.2020 | 28,9 % | 25,2 % | 15,4 % | 9,1 %  | 5,7 % | 4,8 % | 4,1 % | 1,2 % | 1,1 % | —   | —     | —     | 4,5 %   |

## Wahlergebnisse

### Abgeordnetenkammer
| Listen                                                             | Listen | Stimmen    | %    | Mandate |
| ------------------------------------------------------------------ | --- | ---------- | ---- | ------- |
|                                                                    | Partidul Social Democrat (mit PUSL – PRO) | 2.030.144  | 22,0 | 86      |
|                                                                    | Alianța pentru Unirea Românilor | 1.665.143  | 18,0 | 63      |
|                                                                    | Partidul Național Liberal | 1.219.810  | 13,2 | 49      |
|                                                                    | Uniunea Salvați România | 1.146.357  | 12,4 | 40      |
|                                                                    | S.O.S. România | 679.967    | 7,4  | 28      |
|                                                                    | Partidul Oamenilor Tineri | 596.745    | 6,5  | 24      |
|                                                                    | Uniunea Democrată Maghiară din România | 585.397    | 6,3  | 22      |
|                                                                    | Partidul Sănătate Educație Natură Sustenabilitate | 276.494    | 3,0  | –       |
|                                                                    | Forța Dreptei (mit PMP – AD – PNȚ-MM) | 189.678    | 2,1  | –       |
|                                                                    | Partidul Social Democrat Unit | 177.137    | 1,9  | –       |
|                                                                    | Reînnoim Proiectul European al României (mit Demos – ACUM – Volt) | 114.223    | 1,2  | –       |
|                                                                    | Partidul Dreptate și Respect în Europa pentru Toți | 107.474    | 1,2  | –       |
|                                                                    | Partidul Național Conservator Român | 45.687     | 0,5  | –       |
|                                                                    | Partidul Patrioții Poporului Român | 40.960     | 0,4  | –       |
|                                                                    | Partidul Ecologist Român | 34.641     | 0,4  | –       |
|                                                                    | Partidul Social Democrat Independent | 33.372     | 0,4  | –       |
|                                                                    | Partidul România în Acțiune | 28.504     | 0,3  | –       |
|                                                                    | Alianța Național Creștină | 25.789     | 0,3  | –       |
|                                                                    | Partidul Noua Românie | 14.107     | 0,2  | –       |
|                                                                    | România Socialistă (PSR – PSDM – PCR XXI) | 12.849     | 0,1  | –       |
|                                                                    | Alternativa pentru Demnitate Națională | 7.747      | 0,1  | –       |
|                                                                    | Partidul Liga Acțiunii Naționale | 2.912      | 0,0  | –       |
|                                                                    | Partidul Oamenilor Credincioși | 1.143      | 0,0  | –       |
|                                                                    | Partidul Uniunea Geto-Dacilor | 435        | 0,0  | –       |
|                                                                    | Partidul Patria | 391        | 0,0  | –       |
|                                                                    | Partidul Republican din România | 279        | 0,0  | –       |
|                                                                    | Partidul Național Țărănesc Creștin Democrat | 270        | 0,0  | –       |
|                                                                    | Partidul Verde | 248        | 0,0  | –       |
|                                                                    | Partidul Pensionarilor Uniți | 229        | 0,0  | –       |
|                                                                    | Partidul Dreptății | 184        | 0,0  | –       |
|                                                                    | Unabhängige | 75.939     | 0,8  | –       |
|                                                                    | Minderheiten - Partida Romilor „Pro-Europa“ (13.881) - Asociația Macedonenilor din România (13.800) - Asociația Liga Albanezilor din România (9.177) - Uniunea Ucrainenilor din România (8.750) - Forumul Democrat al Germanilor din România (8.577) - Uniunea Sârbilor din România (7.962) - Uniunea Elenă din România (7.565) - Comunitatea Rușilor Lipoveni din România (7.434) - Uniunea Democratică a Slovacilor şi Cehilor din România (7.420) - Federația Comunităților Evreiești din România (5.281) - Uniunea Bulgară din Banat-România (5.089) - Uniunea Democrată a Tătarilor Turco-Musulmani din România (4.908) - Uniunea Armenilor din România (4.747) - Uniunea Culturală a Rutenilor din România (4.571) - Uniunea Democrată Turcă din România (4.547) - Uniunea Croaților din România (4.413) - Uniunea Polonezilor din România (4.215) - Asociația Italienilor din România (4.128) - Forumul Cehilor din România (2.817) | 129.282    | 1,4  | 19      |
| Gesamt                                                             | Gesamt | 9.243.537  | 100  | 331     |
|                                                                    | |            |      |         |
| Ungültige Stimmen                                                  | Ungültige Stimmen | 211.535    | 2,2  |         |
| Wähler                                                             | Wähler | 9.455.072  | 52,5 |         |
| Wahlberechtigte                                                    | Wahlberechtigte | 18.008.555 |      |         |
|                                                                    | |            |      |         |
| Quellen: BEC, Proces-Verbal – Ergebnis – Kandidaten – Minderheiten | |            |      |         |

### Senat
| Listen                                              | Listen                                                            | Stimmen    | %    | Mandate |
| --------------------------------------------------- | ----------------------------------------------------------------- | ---------- | ---- | ------- |
|                                                     | Partidul Social Democrat (mit PUSL – PRO)                         | 2.065.087  | 22,3 | 36      |
|                                                     | Alianța pentru Unirea Românilor                                   | 1.694.705  | 18,3 | 28      |
|                                                     | Partidul Național Liberal                                         | 1.322.468  | 14,3 | 22      |
|                                                     | Uniunea Salvați România                                           | 1.134.831  | 12,3 | 19      |
|                                                     | S.O.S. România                                                    | 718.409    | 7,8  | 12      |
|                                                     | Partidul Oamenilor Tineri                                         | 591.927    | 6,4  | 7       |
|                                                     | Uniunea Democrată Maghiară din România                            | 590.783    | 6,4  | 10      |
|                                                     | Partidul Sănătate Educație Natură Sustenabilitate                 | 263.173    | 2,8  | –       |
|                                                     | Forța Dreptei (mit PMP – AD – PNȚ-MM)                             | 173.703    | 1,9  | –       |
|                                                     | Partidul Social Democrat Unit                                     | 164.659    | 1,8  | –       |
|                                                     | Reînnoim Proiectul European al României (mit Demos – ACUM – Volt) | 126.408    | 1,4  | –       |
|                                                     | Partidul Dreptate și Respect în Europa pentru Toți                | 114.500    | 1,2  | –       |
|                                                     | Partidul Național Conservator Român                               | 50.287     | 0,5  | –       |
|                                                     | Partidul Patrioții Poporului Român                                | 48.436     | 0,5  | –       |
|                                                     | Partidul Social Democrat Independent                              | 41.712     | 0,5  | –       |
|                                                     | Partidul Ecologist Român                                          | 38.561     | 0,4  | –       |
|                                                     | Alianța Național Creștină                                         | 31.094     | 0,3  | –       |
|                                                     | Partidul România în Acțiune                                       | 30.252     | 0,3  | –       |
|                                                     | Partidul Noua Românie                                             | 17.203     | 0,2  | –       |
|                                                     | România Socialistă (PSR – PSDM – PCR XXI)                         | 16.256     | 0,2  | –       |
|                                                     | Alternativa pentru Demnitate Națională                            | 10.473     | 0,1  | –       |
|                                                     | Partidul Liga Acțiunii Naționale                                  | 3.838      | 0,0  | –       |
|                                                     | Partidul Oamenilor Credincioși                                    | 806        | 0,0  | –       |
|                                                     | Partidul Patria                                                   | 493        | 0,0  | –       |
|                                                     | Partidul Uniunea Geto-Dacilor                                     | 480        | 0,0  | –       |
|                                                     | Partidul Național Țărănesc Creștin Democrat                       | 371        | 0,0  | –       |
|                                                     | Partidul Dreptății                                                | 325        | 0,0  | –       |
|                                                     | Partidul Republican din România                                   | 314        | 0,0  | –       |
|                                                     | Partidul Verde                                                    | 290        | 0,0  | –       |
|                                                     | Partidul Phralipe al Romilor                                      | 287        | 0,0  | –       |
|                                                     | Unabhängige                                                       | 7.826      | 0,1  | –       |
| Gesamt                                              | Gesamt                                                            | 9.259.957  | 100  | 134     |
|                                                     |                                                                   |            |      |         |
| Ungültige Stimmen                                   | Ungültige Stimmen                                                 | 195.115    | 2,1  |         |
| Wähler                                              | Wähler                                                            | 9.455.072  | 52,5 |         |
| Wahlberechtigte                                     | Wahlberechtigte                                                   | 18.008.555 |      |         |
|                                                     |                                                                   |            |      |         |
| Quellen: BEC, Proces-verbal – Ergebnis – Kandidaten |                                                                   |            |      |         |

Anmerkungen:
- nur für die Wahl der Abgeordnetenkammer: Partidul Pensionarilor Uniți;
- nur für die Wahl des Senats: Partidul Phralipe al Romilor;
- Listen, deren Logo nicht zugelassen wurde: Alternativa pentru Demnitate Națională, Partidul Dreptății, Partidul Republican din România, Partidul Verde;
- Listen, die ein Logo, aber keine Kandidaten eingereicht haben: Viitorul Țării Făgărașului (1.), Ne pasă de România (4.), Blocul Unității Naționale (34.), Tradiție, Onoare, Disciplină, Excelență (49.).